# Nigers damlandslag i fotboll
Nigers damlandslag i fotboll är ett Fifa-erkänt fotbollslag som representerar Niger i internationella fotbollsmatcher. Laget har spelat två FIFA-erkända matcher, båda förluster mot Burkina Faso under 2007. Niger har även ett U-20 damlandslag som var tänkt att delta i 2002 års upplaga av det afrikanska U-19-mästerskapet för damer, men de drog sig ur turneringen innan någon match hade spelats. I Afrika finns det problem som påverkar utvecklingen av damlandslag, då även Nigers damlandslag. Några av dessa problem är begränsade möjligheter för utbildning, fattigdom och en generell ojämställdhet för kvinnor. Förutom det finns det även interna problem som påverkar landets kvinnor, till exempel får alla kvinnor inte spela fotboll i vissa delar av landet på grund av Sharia-lagar. 

## Utveckling av damfotbollen
Den tidiga utvecklingen av damfotboll på den tiden då kolonialmakterna förde med sig fotbollen till kontinenten var begränsad eftersom kolonialmakterna i regionen medförde patriarkala värderingar om damers idrottande, samtidigt som liknande värderingar redan fanns i de lokala kulturerna, vilket gjorde att kvinnor inte fick utöva fotboll. Den brist på senare utveckling av nationella lag på en bredare internationell nivå  som är symptomatisk för alla afrikanska länder är ett resultat av flera faktorer, bland annat begränsad tillgång till utbildning, stor fattigdom bland kvinnor i samhället och grundläggande ojämlikhet i samhället, vilket ibland utgör brott mot mänskliga rättigheter. När kvinnorna blir tillräckligt bra lämnar de ofta landet för att få bättre träningsmöjligheter. Finansiering är ett annat problem för de afrikanska damlandslagen. Större delen av pengarna lagen får in för utveckling kommer från FIFA och inte från det nationella fotbollsförbundet.
Nigers fotbollsförbund grundades 1967 och blev FIFA-erkänt samma år. Nigers landskod är NIG. Det nationella förbundet har inga heltidsarbetande för damfotbollen i landet och det finns inga speciella regler som rör damfotbollen i landet.
Det finns inga organiserade ligor för damer trots att fotboll var den mest populära sporten i landet år 2009. För damer är dock basket den mest populära sporten i landet. Under 2006 fanns inga registrerade kvinnliga fotbollsspelare och inga klubbar för damer. I vissa delar av landet beslöts under 2007 att kvinnor aldrig skulle få spela fotboll på grund av Sharia-lagar.

## Laget
År 1985 hade nästan inget land i världen något damlandslag i fotboll. Detta inkluderar även Niger som inte hade något seniorlandslag för damer fram till 2006, lagets första Fifa-erkända fotbollsmatcher spelades 2007 när de tävlade i Tournoi de Cinq Nations som hölls i Ouagadougou. Den 2 september spelade laget mot Burkina Faso och förlorade med 0–10. Den 6 september mötte de återigen Burkina Faso, men förlorade den här gången bara med 0–5. Landet hade inget lag som tävlade i kvalspelet inför Afrikanska mästerskapen 2010 för damer, inte heller hade landet något lag som tävlade i All Africa Games 2011. I juni 2012 var laget inte med på FIFA:s världsrankning. Landslaget har aldrig rankats av FIFA.
Landet har haft ett U19-landslag som tävlade i de Afrikanska U19-mästerskapen under 2002, första gången som mästerskapet hölls. Laget hade ingen motståndare i första rundan och avancerade till kvartsfinal där man skulle möta Marocko. Man lämnade dock walkover inför matchen.